# Palaeanodon
Palaeanodon és un gènere extint de mamífers que visqueren durant l'Eocè a Nord-amèrica i Europa. Les espècies d'aquest grup eren animals excavadors.